# Cser-hegyi-rombarlang
A Cser-hegyi-rombarlang a Tihanyi-félszigeten, a Balaton-felvidéki Nemzeti Park területén található egyik barlangrom.

## Leírás
A Cser-hegy csúcsától 100–120 m-re D-re, az erdőben, az erdő D-i szélétől kb. 20 m-rel beljebb, kb. 200 m tengerszint feletti magasságban található. A forráskúp megmaradt kövei É felől vannak, előterükben mélyedés, tövükben több, 30°-ban lefelé irányuló mély rés van. A rések valószínűleg a lefejtett barlang kürtőmaradványai. A barlangromot fehér, meszes hidrokvarcit alkotja.
1983-ban volt először Cser-hegyi-rombarlangnak nevezve a barlangrom az irodalmában.

## Kutatástörténet
A barlangromot 1983-ban Eszterhás István említette. Az Eszterhás István által 1989-ben írt, Magyarország nemkarsztos barlangjainak listája című kéziratban az olvasható, hogy a Bakony hegységben, a 4463-as barlangkataszteri területen, Tihanyban létezett Cser-hegyi-rombarlang gejziritben alakult ki. Az ismeretlen méretű barlang le van fejtve. A listában meg van említve az a Magyarországon, nem karsztkőzetben kialakult, létrehozott 220 objektum (203 barlang és 17 mesterséges üreg), amelyek 1989. év végéig váltak ismertté. Magyarországon 40 barlang keletkezett gejziritben. Az összeállítás szerint Kordos László 1984-ben kiadott barlanglistájában fel van sorolva 119 olyan barlang is, amelyek nem karsztkőzetben jöttek létre.
Az Eszterhás István által 1993-ban írt, Magyarország nemkarsztos barlangjainak lajstroma című kéziratban meg van említve, hogy a Bakony hegységben, a 4463-as barlangkataszteri területen, Tihanyban helyezkedett el a Cser-hegyi-rombarlang. A gejziritben keletkezett barlang ismeretlen méretű és le van fejtve. Az összeállításban fel van sorolva az a Magyarországon, nem karsztkőzetben kialakult, létrehozott 520 objektum (478 barlang és 42 mesterséges üreg), amelyek 1993 végéig ismertté váltak. Magyarországon 40 barlang, illetve mesterségesen létrehozott, barlangnak nevezett üreg alakult ki, lett kialakítva gejziritben. A Bakony hegységben 123 barlang jött létre nem karsztkőzetben. A 2001. november 12-én készült, Magyarország nemkarsztos barlangjainak irodalomjegyzéke című kézirat barlangnévmutatójában szerepel a Cser-hegyi-rombarlang. A barlangnévmutatóban fel van sorolva 7 irodalmi mű, amelyek foglalkoznak a rombarlanggal.

## További irodalom
- Eszterhás István: A Tihanyi-félsziget barlangkatasztere. Kézirat. Isztimér, 1984. (A kézirat megtalálható a Magyar Karszt- és Barlangkutató Társulat Adattárában és a KvVM Barlang- és Földtani Osztályon.) (Néhány oldallal és fényképpel bővebb, mint az 1987-es nyomtatott változat. A kéziratot csak barlangonként szétdarabolva láttam.)
- Eszterhás István: A Bakony nemkarsztos barlangjainak genotipusai és kataszteri jegyzéke. Kézirat. Budapest, 1986. Szerződéses munka az Országos Környezet- és Természetvédelmi Hivatalnak.